# Варан, Рафаэль
Рафаэ́ль Ксавье́ Вара́н (фр. Raphaël Xavier Varane, французское произношение: [ʁafaɛl vaʁan]; род. 25 апреля 1993, Лилль) — французский футболист, центральный защитник. Чемпион мира 2018 года в составе сборной Франции.

## Клубная карьера

### «Ланс»
6 ноября 2010 года Варан был вызван в первую команду «Ланса» на матч с «Монпелье». Он тренировался с командой в течение всей недели, а после травмы центрального защитника Аллаэдинье Яхьи, Варан начал матч в стартовом составе. В матче он сыграл все 90 минут, когда «первые французы» победили дома 2:0. В течение следующих двух матчей, Варан, наряду с несколькими молодыми игроками провёл на скамье запасных, из-за встреч в Марселе и Лилле.

### «Реал Мадрид»
Летом 2011 года испанский клуб «Реал Мадрид» выкупил футболиста за 10 млн евро. 27 июня Варан подписал шестилетний контракт с «Реалом». Дебют Варана в Ла Лиге произошёл в матче с «Расингом». Варан провёл на поле все 90 минут, а матч закончился со счётом 0:0. В следующем матче с «Райо Вальекано» Варан также вышел в стартовом составе, провёл все 90 минут на поле и забил свой первый гол за «Реал Мадрид» на 67 минуте, его команда тогда победила 6:2. В сезоне 2011/12 Варан провёл в чемпионате 9 матчей и забил 1 гол, ещё 4 матча он провёл в Лиге чемпионов и 2 матча — в Кубке Испании.
В составе «Реала» Варан трижды становился чемпионом Испании, по четыре раза выигрывал Лигу чемпионов УЕФА и Клубный чемпионат мира, трижды выигрывал Суперкубок Испании и Суперкубок УЕФА, а также один раз выиграл Кубок Испании.

### «Манчестер Юнайтед»
27 июля 2021 года было объявлено, что «Манчестер Юнайтед» и «Реал Мадрид» достигли принципиальной договорённости по трансферу Варана. Сумма трансфера составила 34 млн фунтов и может вырасти до 42 млн в виде бонусов. Переход был завершён 14 августа 2021 года, Варан подписал четырёхлетний контракт с английским клубом. 29 августа Варан дебютировал в «Манчестер Юнайтед», выйдя в стартовом составе в матче Премьер-лиги против «Вулверхэмптон Уондерерс».

### «Комо» и завершение карьеры
22 июля 2024 года перешёл в «Комо» на правах свободного агента, однако уже 25 сентября 2024 года в возрасте 31 года завершил карьеру на фоне постоянных травм.

## Карьера в сборной

### Молодёжные сборные
Варан вызывался в сборную Франции до 17 лет, но не сыграл за неё официальных матчей. В своей дебютной игре за сборную Франции до 18 лет против датчан он отличился голом. 3 февраля 2011 года Рафаэль был вызван в молодёжную сборную Франции на матч против сборной Словакии. Он описал это приглашение как «большой сюрприз». В итоге французы одержали победу со счётом 3:1, Варан провёл на поле весь матч.
В составе молодёжной сборной Рафаэль принимал участие в отборе на чемпионат Европы 2013. 2 сентября 2011 года он сыграл в гостевом матче против Латвии (французы одержали победу со счётом 3:0). С таким же счётом 10 ноября Франция обыграла у себя дома Румынию. Также Варан принял участие в домашнем матче против Казахстана 7 октября, гостевом матче против Румынии 11 октября и домашнем матче против Словакии 14 ноября, в котором забил гол. Во всех этих матчах Франция одержала победу, причём соперники не смогли забить ей ни одного мяча. 1 июня 2012 года французы снова «всухую» одолели Латвию в домашнем матче, а 7 сентября потерпели первое поражение в гостевом матче со словаками (2:1). Единственный гол французов был забит Вараном.
В стыковых матчах соперником Франции стала Норвегия. Первый матч, состоявшийся 12 октября 2012 года в Гавре, французы выиграли благодаря единственному голу Варана (1:0). Однако в ответном матче 16 октября сборная Франции уступила норвежцам со счётом 3:5 и не смогла пройти дальше.

### Основная сборная
15 августа 2012 года тренер сборной Франции Дидье Дешам озвучил заявку на товарищеский матч против сборной Уругвая, в которую попал и Варан. Для Рафаэля это был первый вызов в сборную Франции. Однако в итоге футболист просидел весь матч на скамейке, а игра закончилась со счётом 0:0. 22 марта 2013 года Рафаэль дебютировал за сборную Франции в матче с Грузией (3:1) в рамках отбора на Чемпионат мира 2014. Второй игрой Варана за сборную стал матч против Испании (0:1), в котором он провёл на поле все 90 минут.
На мировом первенстве 2014 года Варан сыграл четыре матча: два на групповом этапе против Гондураса и Швейцарии, матч 1/8 финала против Нигерии и четвертьфинал против Германии. Матч с немцами французы проиграли со счётом 0:1 и были вынуждены завершить турнир. Варан взял вину за поражение на себя, поскольку именно из-за его ошибки немецкий защитник Матс Хуммельс сумел забить победный гол. Несмотря на это, Варан попал в тройку претендентов на звание лучшего молодого игрока турнира. 14 октября 2014 года в возрасте 21 года 5 месяцев и 19 дней Варан стал самым молодым капитаном в истории сборной Франции. В тот день в матче против Армении Рафаэль вышел на поле на 45 минуте, заменив Блеза Матюиди и получив от него капитанскую повязку. Игра закончилась со счётом 3:0 в пользу французов. Также Варан был капитаном в товарищеском матче со шведами 18 ноября, где забил свой первый гол за сборную. В итоге французы одержали победу со счётом 1:0.
На домашний чемпионат Европы в 2016 году Варан не смог поехать из-за травмы бедра, уступив место в составе Адилю Рами.
В 2018 году на мировом первенстве в России Рафаэль вместе со сборной стал чемпионом мира. На турнире он сыграл во всех семи матчах. В четвертьфинальном матче против сборной Уругвая отличился забитым мячом. Варан стал четвёртым игроком в истории (после француза Кристиана Карамбё, бразильца Роберто Карлоса и немца Сами Хедиры), которому удалось выиграть чемпионат мира и Лигу чемпионов за один сезон. Все четыре игрока на момент завоевания золотых медалей на ЧМ выступали за «Реал Мадрид».
2 февраля 2023 года объявил о завершении карьеры в сборной Франции.

## Достижения

### Командные достижения
«Реал Мадрид»
- Чемпион Испании (3): 2011/12, 2016/17, 2019/20
- Обладатель Кубка Испании: 2013/14
- Обладатель Суперкубка Испании (3): 2012, 2017, 2019/20
- Победитель Лиги чемпионов УЕФА (4): 2013/14, 2015/16, 2016/17, 2017/18
- Обладатель Суперкубка УЕФА (3): 2014, 2016, 2017
- Победитель Клубного чемпионата мира (4): 2014, 2016, 2017, 2018

«Манчестер Юнайтед»
- Обладатель Кубка Англии: 2023/24[22]
- Обладатель Кубка Английской футбольной лиги: 2022/23

Сборная Франции
- Чемпион мира: 2018
- Победитель Лиги наций УЕФА: 2020/21
- Вице-чемпион мира: 2022

### Личные достижения
- Символическая сборная Лиги чемпионов УЕФА: 2017/18
- Входит в состав символической сборной года по версии УЕФА: 2018
- Входит в состав символической сборной чемпионата мира: 2018
- Член сборной FIFPro: 2018
- Кавалер ордена Почётного легиона: 2018[23]

## Статистика выступлений

### Клубная статистика
| Выступление       | Выступление      | Выступление      | Чемпионаты | Чемпионаты | Кубки | Кубки | Еврокубки | Еврокубки | Прочие | Прочие | Итого | Итого |
| Клуб              | Лига             | Сезон            | Игры       | Голы       | Игры  | Голы  | Игры      | Голы      | Игры   | Голы   | Игры  | Голы  |
| ----------------- | ---------------- | ---------------- | ---------- | ---------- | ----- | ----- | --------- | --------- | ------ | ------ | ----- | ----- |
| Ланс              | Лига 1           | 2010/11          | 23         | 2          | 1     | 0     | —         | —         | —      | —      | 24    | 2     |
| Ланс              | Итого            | Итого            | 23         | 2          | 1     | 0     | —         | —         | —      | —      | 24    | 2     |
| Реал Мадрид       | Примера          | 2011/12          | 9          | 1          | 2     | 1     | 4         | 0         | —      | —      | 15    | 2     |
| Реал Мадрид       | Примера          | 2012/13          | 15         | 0          | 7     | 2     | 11        | 0         | —      | —      | 33    | 2     |
| Реал Мадрид       | Примера          | 2013/14          | 14         | 0          | 2     | 0     | 7         | 0         | —      | —      | 23    | 0     |
| Реал Мадрид       | Примера          | 2014/15          | 27         | 0          | 4     | 2     | 12        | 0         | 3      | 0      | 46    | 2     |
| Реал Мадрид       | Примера          | 2015/16          | 26         | 0          | 0     | 0     | 7         | 0         | —      | —      | 33    | 0     |
| Реал Мадрид       | Примера          | 2016/17          | 23         | 1          | 3     | 1     | 10        | 2         | 3      | 0      | 39    | 4     |
| Реал Мадрид       | Примера          | 2017/18          | 27         | 0          | 3     | 0     | 11        | 0         | 3      | 0      | 44    | 0     |
| Реал Мадрид       | Примера          | 2018/19          | 32         | 2          | 4     | 0     | 4         | 0         | 3      | 0      | 43    | 2     |
| Реал Мадрид       | Примера          | 2019/20          | 32         | 2          | 3     | 1     | 8         | 0         | —      | —      | 43    | 3     |
| Реал Мадрид       | Примера          | 2020/21          | 31         | 2          | 1     | 0     | 9         | 0         | —      | —      | 41    | 2     |
| Реал Мадрид       | Итого            | Итого            | 236        | 8          | 24    | 7     | 83        | 2         | 17     | 0      | 360   | 17    |
| Манчестер Юнайтед | Премьер-лига     | 2021/22          | 22         | 1          | 2     | 0     | 5         | 0         | —      | —      | 29    | 1     |
| Манчестер Юнайтед | Премьер-лига     | 2022/23          | 24         | 0          | 5     | 0     | 5         | 0         | 0      | 0      | 34    | 0     |
| Манчестер Юнайтед | Премьер-лига     | 2023/24          | 22         | 1          | 6     | 0     | 4         | 0         | 0      | 0      | 32    | 1     |
| Манчестер Юнайтед | Итого            | Итого            | 68         | 2          | 13    | 0     | 14        | 0         | —      | —      | 95    | 2     |
| Комо              | Серия А          | 2024/25          | 0          | 0          | 1     | 0     | —         | —         | —      | —      | 1     | 0     |
| Комо              | Итого            | Итого            | 0          | 0          | 1     | 0     | —         | —         | —      | —      | 1     | 0     |
| Всего за карьеру  | Всего за карьеру | Всего за карьеру | 327        | 12         | 39    | 7     | 97        | 2         | 17     | 0      | 480   | 21    |

### Сборная Франции
| Команда | Год   | Игры | Голы |
| ------- | ----- | ---- | ---- |
| Франция | 2013  | 4    | 0    |
| Франция | 2014  | 13   | 1    |
| Франция | 2015  | 10   | 1    |
| Франция | 2016  | 8    | 0    |
| Франция | 2017  | 5    | 0    |
| Франция | 2018  | 14   | 1    |
| Франция | 2019  | 10   | 2    |
| Франция | 2020  | 7    | 0    |
| Франция | 2021  | 12   | 0    |
| Франция | 2022  | 10   | 0    |
| Итого   | Итого | 93   | 5    |